# .cm
.cm — национальный домен верхнего уровня для Камеруна.
В августе 2006 года было объявлено, что регистрация на .cm производится под wildcard DNS record. так, чтобы при открытии любого незарегистрированного домена в этом домене верхнего уровня появлялась страница с оплаченными ссылками рекламного характера. Это было вероятно предназначено, чтобы использовать в своих интересах ошибки пользователей, пытающихся перейти на .com-сайты.